# Ute Pass from a Freight Train
Ute Pass from a Freight Train è un cortometraggio muto del 1906 diretto da Harry H. Buckwalter.
È un documentario che mostra da un treno merci il passaggio dell'Ute Pass, nelle Montagne Rocciose, a ovest di Colorado Springs.

## Produzione
Il film fu prodotto dalla Selig Polyscope Company.

## Distribuzione
Distribuito dalla Selig Polyscope Company, il film - un cortometraggio di 122 metri - uscì nelle sale cinematografiche statunitensi nel giugno 1906.